# Cazaril-Tambourès
Cazaril-Tambourès település Franciaországban, Haute-Garonne megyében. Lakosainak száma 85 fő (2022. január 1.). Cazaril-Tambourès Balesta, Boudrac, Larroque, Lécussan és Saint-Plancard községekkel határos.

## Népesség
A település népességének változása:
| Lakosok száma | 130  | 114  | 104  | 83   | 87   | 93   | 88   | 84   | 85   | 85   |
|               | 1968 | 1982 | 1990 | 2006 | 2013 | 2015 | 2017 | 2019 | 2020 | 2022 |